# Gordana Kuić
Gordana Kuić (serb. Гордана Куић; ur. 29 sierpnia 1942 w Belgradzie, zm. 13 stycznia 2023 tamże) – serbska pisarka żydowskiego pochodzenia.

## Biografia
Była córką Serba Metodije Kuicia i Żydówki sefardyjskiej Blanki Levi. Ukończyła filologię angielską na uniwersytecie w Belgradzie. Pracowała w ambasadzie USA w Belgradzie oraz w fundacji Sorosa. Zadebiutowała w 1986 roku powieścią Zapach deszczu na Bałkanach (serb. Мирис кише на Балкану, Miris kiše na Balkanu), która została wyprzedana w Jugosławii w ciągu sześciu miesięcy mimo braku reklamy oraz krytyki; największą popularność zyskała w Sarajewie. Tekst został także przetłumaczony m.in. na język angielski, niemiecki i polski; na jego podstawie utworzono również serial oraz scenariusz baletowy. W 1991 i 1995 roku ukazały się kolejne części książki, zatytułowane Kwitnienie lip na Bałkanach (serb. Цват липе на Балкану, Cvat lipe na Balkanu) i Schyłek dnia na Bałkanach (serb. Смирај дана на Балкану, Smiraj dana na Balkanu). Trylogia ta została pozytywnie przyjęta przez krytykę literacką i przyniosła autorce popularność. W 2018 za Schyłek... została nagrodzona przez izraelską fundację wspierania i wydawania dzieł książkowych o wyjątkowej wartości.
W 1997 roku wydała kolejną powieść, Duchy nad Bałkanami, która nie cieszyła się już tak dużym uznaniem. Z pozytywnym odbiorem spotkały się jednak kolejne publikacje Kuić: Legenda o Lunie Levi (1999), Baśń o Beniaminie Baruchu (2002) i Ballada o Bohorecie (2006). Te trzy powieści stanowią kolejną trylogię, której fabuła rozgrywała się w ciągu czterech stuleci w Hiszpanii, Stambule oraz kilku miastach dawnej Jugosławii. Pod względem chronologicznym, zakończenie Ballady o Bochorecie jest jednocześnie początkiem Zapachu deszczu na Bałkanach. Ballada... jest poświęcona pisarce Laurze Papo, która była ciotką Kuić.
W 2018 opublikowała powieść Roman u slikama.
Była także autorką dwóch opowiadań: Preostale priče (2009) i Sa druge strane noći (2012).
Zmarła 13 stycznia 2023 w Belgradzie.

## Literatura dodatkowa
- Paloma Díaz Mas. Gordana Kuić: la memoria de las mujeres sefardíes de Bosnia. „Arbor”. 2, s. 57–82, 2009. ISSN 0210-1963. (hiszp.).